# Нельма
Не́льма (лат. Stenodus leucichthys nelma) — рыба семейства лососёвых, подвид белорыбицы. Иностранные ихтиологи считают нельму отдельным видом (лат. Stenodus nelma) Распространена в бассейнах рек, впадающих в Северный Ледовитый океан (от р. Поной к востоку, до р. Маккензи в Канаде).
Проходная, либо полупроходная рыба, есть жилые (пресноводные) формы, например в оз. Кубенское. Кормится и нагуливается в опреснённых участках морей или в низовьях рек, на нерест поднимается в верховья рек. Длина — до 1,5 м, масса — до 40 кг. Нерест осенью. Плодовитость — 125—420 тыс. икринок. Икра развивается между камнями в течение всей зимы. Хищник начиная с первого года жизни. Питается корюшкой, ряпушкой, молодью сигов, а также молодью карповых и окунёвых рыб. Ценная промысловая рыба; объект разведения. Известны местные формы, например кубенская нельма. Нельма — крупная рыба. Она достигает 30 и даже 40 кг; средний вес в разных водоёмах колеблется от 5 до 12 кг. Нерестится нельма во второй половине сентября и в октябре при температуре воды от 3 до 6°, главным образом на быстрых местах с песчано-галечным грунтом. Длительность жизненного цикла данной рыбы в Иртыше, Печоре и Оби — до 16 лет, в Енисее, Лене и Анадыре — до 22 лет.

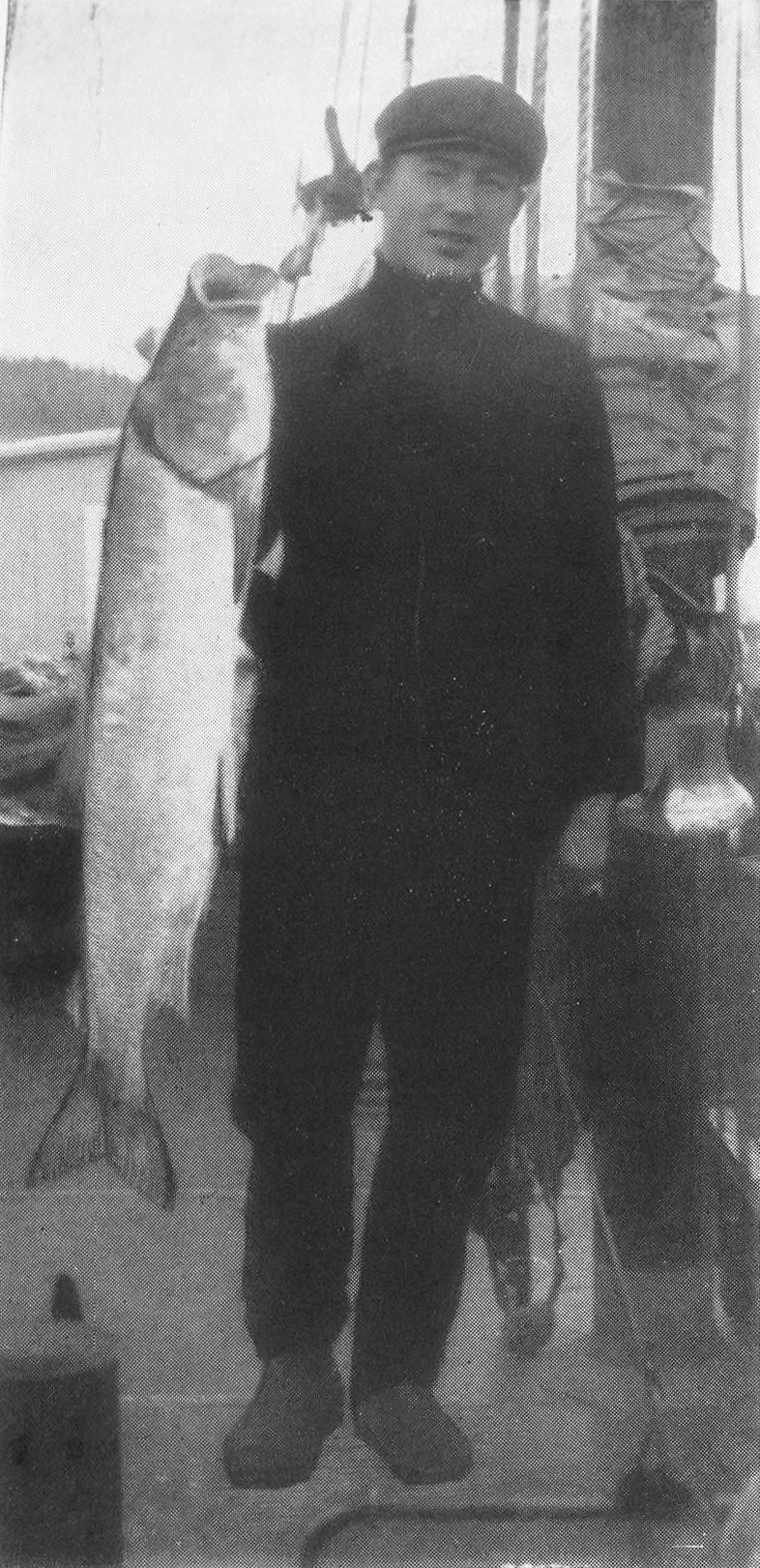
Нельма на Енисее, 1913 год

В прошлом нельма была многочисленна в крупных реках — Оби, Иртыше, Енисее, Лене и Индигирке. В последнее время стала интенсивно вылавливаться рыбаками-любителями на различные блесны в летне-осенний период. Численность нельмы повсеместно снижается из-за  интенсивного неконтролируемого вылова, ухудшения условий воспроизводства и загрязнения рек нефтепродуктами. Во всех сибирских реках численность нельмы в настоящее время находится на критически низком уровне и продолжает сокращаться. В р. Поной и на Кольском полуострове не встречается с 1930-х годов.
Нельму запрещено ловить во всех южных и центральных районах Сибири. С 2015 года для её промысла закрыты водоёмы Тюменской области, включая Ямало-Ненецкий и Ханты-Мансийский автономные округа, с 2017 года — ещё и водоёмы Томской области. Ранее запрет ежегодно продлевался, теперь ограничение носит постоянный характер до улучшения состояния популяции. Занесена в Красную книгу Магаданской области, Красные книги Архангельской обл. (2020), Ненецкого автономного округа (2020), Республики Коми (2019) и в Красную книгу России, как находящаяся под угрозой исчезновения в европейской части России.
Работы по искусственному воспроизводству и выпуску молоди в естественные водоёмы находятся на стадии экспериментов и осуществляются в малых объёмах. Мясо нельмы характеризуется высокими вкусовыми качествами, что ставит её в ряд перспективных объектов товарного рыбоводства.

## Происхождение наименования рыбы и её местные названия
От остальных лососевых нельма отличается строением рта, придающего нельме более хищный вид, чем у родственных видов. Внешние особенности рыбы позволяют возвести ее наименование к финно-угорскому источнику саамского типа: ср. саамское njalˈmē, njalme, njalˈbme ‘рот, уста’ (при марийском jǝlmǝ, мансийском n´il’ǝm, n´ilǝm, n´ēlǝm, хантыйском n´älǝm, венгерском nyelv ‘язык, речь’).
Местное название небольших экземпляров нельмы на Печоре - сявка.